# Eugen Barbu
Eugen Barbu (20 février 1924 - 7 septembre 1993) est un romancier et journaliste roumain, lauréat du Prix Herder et membre correspondant de l'Académie roumaine. Sa personnalité et son œuvre ont donné lieu à différentes controverses, liées notamment à des accusations de plagiat et à des pamphlets nationalistes.

## Biographie
Eugen Barbu naît dans l'entre-deux-guerres à Bucarest. Son père Nicolae Crevedia est écrivain. Après avoir commencé par des études de Droit, il sort diplômé de la Faculté de Lettres de l'Université de Bucarest en 1947. Il commence sa vie professionnelle en tant que journaliste dans la presse communiste. Ses débuts littéraires sont marqués par la nouvelle Munca de jos (1955) et un premier roman Balonul e rotund (1956). Les romans Le grand dépotoir (Groapa, 1957) et Princepele (1969), romans à tendance néoréaliste, constituent son œuvre principale.
Son succès littéraire et sa proximité de Nicolae Ceaușescu lui valurent d'avoir un rôle actif dans la censure pratiquée par ce régime.

## Œuvres
- La Fosse [« Groapa »]  (trad. du roumain par Léon Negruzzi et Mauriciu Floresco), Paris, Buchet / Chastel, 1966 (1re éd. 1957)
- Le grand dépotoir [« Groapa »]  (trad. du roumain par Laure Hinckel), Paris, Éditions Denoël, 2012 (1re éd. 1957)
- (ro) Principele, 1969